# Прокоф'єв Андрій Васильович
Андрій Васильович Прокоф'єв (рос. Андрей Васильевич Прокофьев, 6 червня 1959 — 19 червня 1989) — радянський легкоатлет, олімпійський чемпіон.

## Виступи на Олімпіадах
| Олімпіада   | Дисципліна                    | Місце |
| ----------- | ----------------------------- | ----- |
| Москва 1980 | біг на 110 метрів з бар'єрами | 4     |
| Москва 1980 | естафета 4 x 100 метрів       | 1     |